# Noasaurus
Noasaurus (do latim "lagarto do noroeste da Argentina") foi um gênero de dinossauro terópode que viveu durante a segunda metade do período Cretáceo. Media em torno de 2 ou 3 metros de comprimento e pesava de 15 a 35 quilogramas. O Noasaurus viveu na América do Sul e seus fósseis foram encontrados no noroeste da Argentina.
Era um pequeno terópode, isto é, um dinossauro bípede e de patas dianteiras reduzidas, assim como o tiranossauro e os ancestrais das aves atuais. Essas pequenas patas da frente, já que não eram empregadas na locomoção, tinham utilidade na captura, dominação e abate de presas. As patas traseiras apresentam, como característica marcante desse grupo, três dedos sobre os quais o animal se apoiava e um quarto que não tocava o chão.
Em 1980, foi descoberto por Jaime Powell e José Bonaparte na Formação Lecho, da Província de Salta, Argentina. Os fósseis tinham idade aproximada de 70 milhões de anos.

## Descoberta

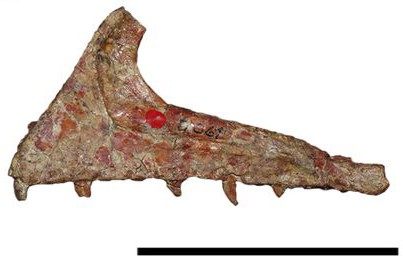
Maxila de um Noasaurus.

Em meados dos anos setenta, um pequeno esqueleto fragmentário de terópode foi descoberto por Jaime Eduardo Powell e José Fernando Bonaparte no sítio Estancia El Brete. Em 1977, a descoberta foi relatada na literatura científica. A espécie-tipo, Noasaurus leali, foi nomeada e descrita por Bonaparte e Powell em 1980. O nome genérico, começa com uma abreviação usual de noroeste da Argentina. O nome específico homenageia o proprietário do sítio, Fidel Leal.
O holótipo, PVL 4061, foi encontrado em uma camada da Formação Lecho da Província de Salta, Argentina, datando do final do período Cretáceo, mais precisamente do início do estágio Maastrichtiano, cerca de setenta milhões de anos atrás. Consiste em um esqueleto parcial com crânio. Ele contém a maxila, o osso quadrático, duas vértebras do pescoço, duas costelas do pescoço, o centro de uma vértebra posterior, duas garras da mão, uma falange do dedo e o segundo osso metatarso direito. Uma das garras da mão foi inicialmente identificada como uma segunda garra do dedo do pé. Em 2004, foi reconhecida como uma garra da mão, ocasião em que a segunda garra da mão foi referida.
Em 1999, uma vértebra do pescoço encontrada no local, espécime MACM 622, foi identificada como oviraptorosauriana, sendo considerada então uma rara prova de que dinossauros de Oviraptorosauria havia invadido os continentes de Gondwana. Em 2007, no entanto, foi reidentificada como uma vértebra de noassaurídeo, provavelmente pertencente ao holótipo Noasaurus.

## Descrição

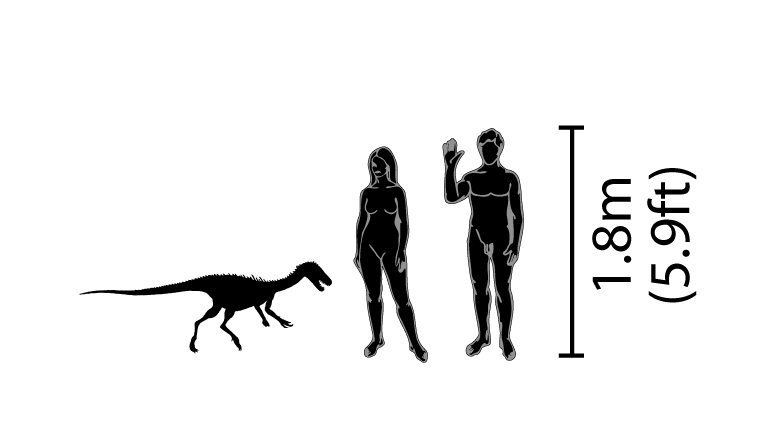
O tamanho do Noasaurus comparado com o do humano

Noasaurus era um pequeno terópode, compartilhando de características comuns como a postura bípede da dieta provavelmente carnívora. Gregory S. Paul estimou seu comprimento em 1,5 metros, seu peso em 15 kg..  A maxila tem pelo menos onze dentes. Os dentes são recurvados e têm serrilhas nas bordas frontal e traseira. O pescoço é provavelmente longo, pois as vértebras do pescoço são muito alongadas. Essas vértebras também são fortemente comprimidas verticalmente com uma espinha neural baixa e têm longas epipófises, uma característica típica dos abelissauróides.
Embora originalmente relatado como tendo uma 'garra de foice' raptorial no pé semelhante às garras dos dromeossaurídeos mais avançados,  estudos subsequentes mostraram que a garra realmente veio da mão. A garra é excepcionalmente curva, tem lados da base paralelos na vista superior e possui uma cavidade triangular profunda na parte inferior da base.

## Classificação
Noasaurus é hoje considerado um membro dos Ceratosauria. Originalmente, era visto como um membro dos Coelurosauria. Bonaparte e Powell o atribuíram a uma família própria, Noasauridae.  Em 1988, Gregory S. Paul os viu como membros dos Abelisauridae e cunhou um Noasaurinae dentro desse grupo. Ele também pensou incorretamente que eles eram Megalosauria. Mais tarde, os noassaurídeos foram reconhecidos como parentes próximos dos abelissaurídeos maiores; ambos são derivados do mesmo ancestral abelissauróide basal.
O cladograma a seguir é baseado na análise filogenética conduzida por Rauhut e Carrano em 2016 do gênero Elaphrosaurus, mostrando as relações de Noasaurus entre os noassaurídeos.

|  | Limusaurus                                                  |
|  |                                                             |
|  | \| \| CCG 20011 \| \| \| \| \| \| Elaphrosaurus \| \| \| \| |
|  |                                                             |
|  | CCG 20011                                                   |
|  |                                                             |
|  | Elaphrosaurus                                               |
|  |                                                             |

|  | CCG 20011     |
|  |               |
|  | Elaphrosaurus |
|  |               |

|  | Velocisaurus  |
|  |               |
|  | Noasaurus     |
|  |               |
|  | Masiakasaurus |
|  |               |

|  | Limusaurus                                                  |
|  |                                                             |
|  | \| \| CCG 20011 \| \| \| \| \| \| Elaphrosaurus \| \| \| \| |
|  |                                                             |
|  | CCG 20011                                                   |
|  |                                                             |
|  | Elaphrosaurus                                               |
|  |                                                             |

|  | CCG 20011     |
|  |               |
|  | Elaphrosaurus |
|  |               |

|  | Velocisaurus  |
|  |               |
|  | Noasaurus     |
|  |               |
|  | Masiakasaurus |
|  |               |

|  | Limusaurus                                                  |
|  |                                                             |
|  | \| \| CCG 20011 \| \| \| \| \| \| Elaphrosaurus \| \| \| \| |
|  |                                                             |
|  | CCG 20011                                                   |
|  |                                                             |
|  | Elaphrosaurus                                               |
|  |                                                             |

|  | CCG 20011     |
|  |               |
|  | Elaphrosaurus |
|  |               |

|  | Velocisaurus  |
|  |               |
|  | Noasaurus     |
|  |               |
|  | Masiakasaurus |
|  |               |

|  | Limusaurus                                                  |
|  |                                                             |
|  | \| \| CCG 20011 \| \| \| \| \| \| Elaphrosaurus \| \| \| \| |
|  |                                                             |
|  | CCG 20011                                                   |
|  |                                                             |
|  | Elaphrosaurus                                               |
|  |                                                             |

|  | CCG 20011     |
|  |               |
|  | Elaphrosaurus |
|  |               |

|  | Velocisaurus  |
|  |               |
|  | Noasaurus     |
|  |               |
|  | Masiakasaurus |
|  |               |

|  | Limusaurus                                                  |
|  |                                                             |
|  | \| \| CCG 20011 \| \| \| \| \| \| Elaphrosaurus \| \| \| \| |
|  |                                                             |
|  | CCG 20011                                                   |
|  |                                                             |
|  | Elaphrosaurus                                               |
|  |                                                             |

|  | CCG 20011     |
|  |               |
|  | Elaphrosaurus |
|  |               |

|  | Velocisaurus  |
|  |               |
|  | Noasaurus     |
|  |               |
|  | Masiakasaurus |
|  |               |

|  | Limusaurus                                                  |
|  |                                                             |
|  | \| \| CCG 20011 \| \| \| \| \| \| Elaphrosaurus \| \| \| \| |
|  |                                                             |
|  | CCG 20011                                                   |
|  |                                                             |
|  | Elaphrosaurus                                               |
|  |                                                             |

|  | CCG 20011     |
|  |               |
|  | Elaphrosaurus |
|  |               |

|  | Velocisaurus  |
|  |               |
|  | Noasaurus     |
|  |               |
|  | Masiakasaurus |
|  |               |

|  | Limusaurus                                                  |
|  |                                                             |
|  | \| \| CCG 20011 \| \| \| \| \| \| Elaphrosaurus \| \| \| \| |
|  |                                                             |
|  | CCG 20011                                                   |
|  |                                                             |
|  | Elaphrosaurus                                               |
|  |                                                             |

|  | CCG 20011     |
|  |               |
|  | Elaphrosaurus |
|  |               |

|  | Velocisaurus  |
|  |               |
|  | Noasaurus     |
|  |               |
|  | Masiakasaurus |
|  |               |

|  | Limusaurus                                                  |
|  |                                                             |
|  | \| \| CCG 20011 \| \| \| \| \| \| Elaphrosaurus \| \| \| \| |
|  |                                                             |
|  | CCG 20011                                                   |
|  |                                                             |
|  | Elaphrosaurus                                               |
|  |                                                             |

|  | CCG 20011     |
|  |               |
|  | Elaphrosaurus |
|  |               |

|  | Velocisaurus  |
|  |               |
|  | Noasaurus     |
|  |               |
|  | Masiakasaurus |
|  |               |